# Josep Carner
Josep Carner i Puig-Oriol (n. 9 februarie 1884 - d. 4 iunie 1970) a fost un poet, jurnalist si traducător catalan.
Este cunoascut sub numele de prințul poeților catalani.

## Opera
- 1904: Cartea poeților ("Llibre dels poetes");
- 1905: Prima carte cu sonete ("Primer llibre de sonets");
- 1907: A doua carte cu sonete ("Segon llibre de sonets");
- 1917: Povestiri și apologii pentru copiii din toată lumea ("Cuentos y apólogos de todos los países");
- 1917: Lăcusta și regele lacom ("Saltamontes y el rey glotón");
- 1953: Arbori ("Arbres").

Carner a condus și revistele Catalunya y Emporium și Revista dels catalans d'America